# Vinylchlorid-Krankheit
Die Vinylchlorid-Krankheit ist eine Erkrankung, die durch die Exposition gegenüber Vinylchlorid verursacht werden kann. Hauptkriterien sind Veränderungen an Leber, Speiseröhre, Milz, Haut und Durchblutung der Hand, Finger und deren Knochen. Die Krankheit ist als Berufskrankheit bei entsprechender Exposition anerkannt.
Die schädliche Wirkung auf den Menschen wurde in den 1970er Jahren entdeckt.
Vinylchlorid wird über Chlorethenoxid und Chloracetaldehyd zu den im Urin ausgeschiedenen Abbauprodukten Thiodiglycolsäure und 2-Hydroxyethylmerkaptursäure abgebaut. Chlorethenoxid kann Nukleinsäuren alkylieren und ist krebserzeugend, insbesondere Angiosarkome der Leber (Hämangioendothelsarkom).
Die Substanz steht auf der Liste der Internationalen Agentur für Krebsforschung (IARC) der Weltgesundheitsorganisation (WHO) als Gruppe-1-Agens (krebserregend für den Menschen).
Die Exposition kann außerdem zu folgenden Veränderungen führen:
- Raynaud-Syndrom
- idiopathische Akroosteolyse (Black-Nail-Syndrom)
- sklerodermieartige Hautveränderungen[9]
- Leberfunktionsstörungen bis zur Leberzirrhose, portalen Hypertension
- Thrombozytopenie
- Hepatosplenomegalie

Klinisch sind zu unterscheiden:
- akute Vinylchloridgasvergiftung mit Benommenheit, Übelkeit, Schwindel und Atemnot,
- chronische Intoxikation mit sklerodermieartigen Hautveränderungen der Finger und Zehen mit Akroosteolysen, Hepatosplenomegalie, sensomotorische Polyneuropathie, sensible Neuropathie des Nervus trigeminus sowie psychische Veränderungen (organisches Psychosyndrom)
- Spätstadien mit portaler Hypertension, eventuell Ösophagusvarizen und Lebertumoren

## Differentialdiagnostik
Abzugrenzen ist die Hereditäre idiopathische Osteolyse Typ I Lamy-Maroteaux.